# Coenonympha stepaneki
Coenonympha stepaneki är en fjärilsart som beskrevs av Tronicek 1951. Coenonympha stepaneki ingår i släktet Coenonympha och familjen praktfjärilar. Inga underarter finns listade i Catalogue of Life.